# Konstantin d'Aspre
Konstantin d'Aspre barone di Aspre e Hoobreuck (Bruxelles, 18 dicembre 1789 – Padova, 24 maggio 1850) è stato un generale austriaco, Luogotenente feldmaresciallo.
Fu protagonista a Vicenza e Novara, capo del corpo di spedizione in Toscana nel 1849, due volte inseguitore di Garibaldi a Morazzone e Comacchio.

## Esordi
Konstantin d'Aspre nacque a Bruxelles, negli ultimi anni del dominio austriaco, figlio del Luogotenente feldmaresciallo Carlo d'Aspre (originario di Gand e morto nel 1809).
Nel 1806, diciassettenne, si arruolò nell'esercito austriaco. Nel 1809, quando il ministro Stadion e Francesco II ritennero maturi i tempi per la riscossa, il d'Aspre era già tenente-maggiore e venne aggregato allo stato maggiore. La campagna si concluse con la sconfitta dell'Arciduca Carlo a Wagram e d'Aspre rimase nell'esercito imperiale, che pure era stato ridotto alla miseria di 150.000 uomini.
L'11 giugno 1809, cinque giorni dopo Wagram (ove era stato ferito mortalmente il padre, morto l'indomani per le ferite) lo incontrò il barone Marbot, che nelle sue memorie ricorda un curioso episodio: mentre i francesi di Andrea Massena assalivano la cittadina di Teswitz, giunse un messo dall'imperatore per annunciare che era stato concluso un armistizio. Alla notizia due ufficiali si interposero fra le schiere pronte alla battaglia: de Marbot, appunto, e un giovane aiutante di campo dell'Arciduca Carlo, d'Aspre. Entrambi vennero feriti, il secondo ad una spalla ed insistette con il primo per essere medicato dai chirurghi francesi, che riteneva assai migliori dei suoi. Venne ricevuto da Masséna e visitato dallo stesso Napoleone Bonaparte, che gli promise tutto l'aiuto possibile e gli trasmise i propri complimenti per l'Arciduca. D'Aspre e de Marbot si rincontrarono quasi trent'anni più tardi a Cremona. A somma dei due incontri de Marbot definì d'Aspre “un uomo arguto, ma piuttosto eccitabile”.

## La guerra della sesta coalizione
L'occasione dell'ennesima rivincita venne nel dicembre 1812, quando Napoleone Bonaparte rientrò dalla Russia con un esercito assai ridotto e stremato.
Nello stesso dicembre la Prussia dichiarò la propria neutralità, per poi passare, il 28 febbraio 1813 alla alleanza aperta con la Russia e l'Inghilterra. L'Austria si univa solo il 20 agosto 1813, ed organizzava due armate: la principale, affidata a Schwarzenberg ed a Radetzky, era destinata al fronte tedesco e prese parte alla vittoriosa battaglia di Lipsia il 16-19 ottobre 1813, la seconda, affidata da metà dicembre 1813 a Bellegarde, era destinata ad invadere l'Italia. A quest'ultima venne comandato d'Aspre.

## La fine del Regno d'Italia
Egli partecipò alle prime operazioni contro il ben organizzato esercito franco-italiano di Eugenio di Beauharnais, Viceré del Regno d'Italia. Prese parte alla lenta avanzata dall'Isonzo alle porte della Lombardia, interrotta dalla sonora sconfitta che Eugenio inflisse a Bellegarde l'8 febbraio 1814, sul Mincio. Il fallimento dell'azione austriaca venne sancita, il 16 aprile, dalla Convenzione di Schiarino-Rizzino, che stabiliva una linea del cessate il fuoco prima di Peschiera e Mantova, che restavano italiane.
Venne poi il tradimento della miglior nobiltà milanese Carlo Verri, Confalonieri, il generale Pino, Manzoni, Porro Lambertenghi, fra gli altri) che, il 20 aprile nominò un Comitato di Reggenza Provvisoria, ribelle al Eugenio di Beauharnais, che inviò delegati a Bellegarde perché mandasse truppe ad occupare la capitale. Il Viceré prese atto che l'indipendenza del Regno d'Italia era compromessa e, il 23 aprile, con un esercito al completo e senza essere stato sconfitto dagli austriaci, firmò a Mantova la capitolazione.

## La fine di Gioacchino Murat
La conquista della completa egemonia in Italia, tuttavia, sarebbe stata imperfetta se fosse stata permessa la sopravvivenza dell'ultimo regno indipendente non vassallo dell'Austria: il Regno di Napoli del Murat, che pure, l'11 gennaio 1814 aveva tradito Eugenio e Napoleone Bonaparte alleandosi con Vienna. L'occasione giunse il 30 marzo 1815 quando Murat (con circa 27 000 uomini) si portò a Rimini e vi diffuse il famoso Proclama nel quale si dichiarava promotore e difensore dell'unità e della libertà italiane. Esso seguiva di poco più di un mese la fuga di Napoleone dall'isola d'Elba.
Bellegarde dispose lesto dell'armata austriaca in Italia (circa 50 000 uomini), costituendone una parte (circa 25 000 uomini) in corpo di spedizione (affidato al generale viennese di padre comasco Federico Bianchi, sotto l'alto comando di Johann Maria Philipp Frimont). Il 2 maggio Murat fu battuto nella battaglia di Tolentino e cominciò una penosa ritirata.
Proprio queste furono le favorevoli circostanze che permisero a d'Aspre, ancora maggiore, di mettersi finalmente in mostra: Murat aveva posto il proprio quartier generale a Teano e stava facendo ripiegare le proprie truppe sulla linea del Volturno, poco sopra Capua: lì stava ripiegando anche la 4ª Divisione, comandata dal ministro della guerra generale Francesco Macdonald, che per la notte del 16-17 maggio si era accampata nei pressi di Mignano in provincia di Caserta. D'Aspre compì un raid notturno, alla testa di due sole compagnie e due squadroni austriaci. La sorpresa fu totale e dei circa 6 000 napoletani, solo 700 poterono ricongiungersi con il grosso a Capua.
Si trattò di un fatto enorme, e la cosa fece molta sensazione. Probabilmente in questa occasione d'Aspre venne decorato della croce di Cavaliere (il primo di tre livelli) dell'Ordine militare di Maria Teresa (i registri portano una data imprecisata fra il 1813 ed il 1816). Tuttavia, occorre considerare che l'esercito napoletano era in fase di avanzato sfaldamento e non covava più speranza di riscatto.
In ogni caso Piero Pieri ha potuto sostenere che proprio quest'episodio abbia persuaso Murat che tutto era finito. La campagna si concluse il 19 maggio, con l'imbarco di Murat per la Corsica: il 2 giugno gli austriaci poterono far rientrare a Napoli Ferdinando I delle Due Sicilie.

## La repressione della costituzione napoletana del 1821
Nel 1820 partecipò al corpo di spedizione austriaco che sconfisse il Pepe nella battaglia di Rieti-Antrodoco e reinstaurò il governo assolutistico di Ferdinando I di Borbone.

## La repressione della rivoluzione del 1831
Nel 1832 partecipò alla repressione della rivoluzione dell'Italia centrale, scoppiata il 26 febbraio di quell'anno. L'armata di stanza nel Italia era forte di 104 500 uomini e 5 200 cavalli. Di questi, nel marzo 1831, Johann Maria Philipp Frimont ne portò 23 000 su Bologna, 6 000 su Parma, 6 000 su Modena mentre 10 000 erano di riserva. Essi ebbero un piccolo scontro con 300 volontari a Novi Modenese, il 21 entrarono in Bologna sinché non affrontarono l'unico vero combattimento, a Rimini, il 25 marzo: un migliaio di volontari guidati dallo Zucchi, vecchio generale dell'esercito del Regno d'Italia e reduce della vittoriosa battaglia contro il predecessore di Frimont, Bellegarde, alla battaglia del Mincio. Quando Eugenio di Beauharnais fu sul punto di impedire l'invasione austriaca della Lombardia.
I volontari che il generale Carlo Zucchi comandava in quel 1831 non furono da meno: resistettero con successo agli austriaci e ripiegarono indisturbati sulla fortezza di Ancona, ove la rivoluzione si spense alcuni giorni più tardi.
Il successo austriaco consentì il rientro dei duchi di Parma e Modena nelle loro sedi e dei papalini a Bologna. Subito venne chiusa l'università ed aumentata l'imposta fondiaria in Romagna. Di fronte al generale malcontento, il cardinale Albani partì da Rimini al comando di una spedizione punitiva, forte di 5 000 papalini: essi misero a sacco Cesena e Lugo. Ma, non appena la popolazione li respinse da Bologna, subito Radetzky si mosse da Modena per congiungersi con Albani a Imola, il 26 gennaio, ed entrava in Bologna il 28.

## Incarichi fuori Italia
Nel 1833 venne trasferito in Boemia. Nel 1835 ad Innsbruck.

## Comandante del Veneto
Nel 1840 venne promosso luogotenente-feldmaresciallo, come già il padre, e trasferito in Italia. Nell'agosto 1846 si vide affidare il comando del 2º Corpo d'armata, basato a Padova. Si trattava del comando militare del Veneto, sottoposto al comandante militare della Lombardia e dell'intero Lombardo-Veneto feldmaresciallo Radetzky, di stanza a Milano. Qui venne sorpreso da uno scontro fra soldati e studenti dell'Università, lo represse sanguinosamente e proclamò la legge marziale.

## La prima guerra di indipendenza

### La prima fase attorno a Verona
Allo scoppio della rivoluzione, con giusto intuito della situazione, preferì abbandonare Padova e Vicenza per portarsi tempestivamente a Verona, vera chiave dei possessi austriaci in Italia. Qui poté bloccare il, sia pur molto timido, moto insurrezionale ed offrì sicuro rifugio a Radetzky, che vi giunse con le sue truppe, sfatte e reduci della umiliante sconfitta subita alle cinque giornate di Milano.
Quando quest'ultimo riprese l'offensiva, d'Aspre lo seguì su Mantova il 28 maggio e ruppe la strenua resistenza dei pochi Toscani il 29 maggio a Curtatone. Dopodiché Radetzky e d'Aspre tardarono troppo a muoversi e, quando finalmente si decisero l'indomani mattina, trovarono di fronte a sé l'esercito sardo del Bava che, ben schierato, inflisse loro una sonante (ma non decisiva) sconfitta a Goito, il 30 maggio (d'Aspre non aveva partecipato ai combattimenti, essendogli stato comandato di condurre una manovra aggirante oltre la destra sarda, che non ebbe alcun esito). Dopodiché Radetzky ingiunse a d'Aspre di ritirarsi su Mantova. Lo stesso giorno in cui cadeva Peschiera.
Partecipò alla fondamentale riconquista di Vicenza, il 10-11 giugno). Ottenuta la capitolazione dell'esercito pontificio del Durando, impose alla città una contribuzione di tre milioni e, non ottenutola, ordinò il saccheggio.
Condusse, poi, il 2º Corpo d'armata alla offensiva finale, iniziata il 23 giugno e segnata dalla sconfitta dell'esercito di Carlo Alberto a Custoza il 25 luglio. D'Aspre, in particolare, condusse gli scontri di Sommacampagna e Volta Mantovana.
Carlo Alberto dovette ripiegare su Milano ed accettò l'armistizio di Salasco, che obbligava l'esercito piemontese ad evacuare la Lombardia e Milano (rioccupata il 6 agosto).

### La prima fallita caccia a Garibaldi
D'Aspre, dal canto suo, rioccupò Brescia, il 16 agosto, alla testa di settemila uomini e 25 cannoni, con le bande militari festeggianti. Che passavano in strade deserte, con l'intera popolazione rinserrata nelle case.
Soprattutto, ebbe a che fare con gli ultimi combattimenti in Lombardia, condotti da un ancora poco conosciuto Giuseppe Garibaldi alla testa di un migliaio di volontari, sul confine svizzero nell'allora provincia di Como. Radetzky ne fu tanto impensierito da inviargli contro il d'Aspre con il suo intero 2º Corpo d'armata ed altre due brigate, circa 20 000 uomini. Qui d'Aspre condusse una vasta campagna di intercettazione sino a bloccarlo, lui in persona, presso Morazzone, il 26 agosto. Garibaldi, tuttavia, se ne uscì per un viottolo e raggiunse il confine svizzero il successivo giorno 27.
D'Aspre ne rimase impressionato, tanto da pronunciarne un primo, significativo, elogio, in un colloquio con un rappresentante sardo a Parma:
Giudizio ripetuto in due rapporti a Radetzky, in cui gli riconosceva “iniziativa ed energia”. Tale giudizio veniva fatto proprio dal feldmarsciallo, che li faceva suoi in un successivo rapporto a Vienna. Risale a questi documenti il giudizio lusinghiero che la letteratura militare austriaca riservò a Garibaldi, cui venne riservato un posto particolare quale eccelso esempio di "capobanda" (Bandenfuehrer).

### La ripresa della guerra regia
Ripresa la guerra il 20 marzo 1849, seguì Radetzky oltre il fiume Ticino. Qui comandò il suo 2º Corpo d'armata al brillante assalto di Mortara, il 21 marzo, ove fu brillantemente coadiuvato dal giovane Arciduca Alberto, e dal Benedek, allora rispettivamente comandanti di divisione e colonnello, ma destinati a ben maggiori onori.
Ciò mise sotto pressione il comandante sardo Chrzanowski, il quale, già sorpreso dall'invasione del Piemonte, anziché riunirsi ad Alessandria con i 20 000 uomini là stanziati, prese la stolta decisione di comandare a Novara i circa 50 000 uomini a nord del Po. Qui, due giorni dopo il d'Aspre condusse il suo 2º corpo all'assalto delle posizioni sarde alla Bicocca (sobborgo a sud-est di Novara), venendo respinto e dovendo subire ben quattro ore di attacchi. Al termine dei quali il generale Chrzanowski, anziché comandare un contrattacco generale, preferì ripiegare, consentendo al d'Aspre di salvare il corpo d'armata ed a Radetzky di concentrare l'esercito per un grande attacco, il giorno successivo, che segnò la fatal Novara.

## Il restaurato potere austriaco in Italia

### La uscita di scena del Regno di Sardegna
Carlo Alberto venne costretto ad abdicare a favore del figlio Vittorio Emanuele, questi firmò la resa a Vignale, mentre d'Aspre si guadagnò fama eterna nei registri dell'esercito austriaco.
Dopo i molti mesi di stallo seguiti all'armistizio di Salasco, la battaglia di Novara aveva definitivamente deciso della supremazia in Lombardia: la maggiore conseguenza della sconfitta fu la rinuncia del Regno sardo ad ogni influenza in Italia. Almeno finché l'ordine non fosse ristabilito. E sarebbero occorsi alcuni anni.
Nelle giornate successive a Novara, Radetzky chiuse anche la partita con i patrioti lombardi, soffocando sul nascere alcuni tentativi di ribellione (Como) e soffocandone nel sangue altri (Brescia). Mentre continuava unicamente l'assedio di Venezia.

### Radetzky ha mano libera
Il feldmaresciallo poteva ora occuparsi della repressione della Repubblica Romana e della Repubblica Toscana. Due operazioni che richiedevano ciascuna una ingente spedizione militare che, pendente il provvisorio armistizio di Salasco, né Austria né Regno di Sardegna potevano permettersi di impiegare.

## La repressione della Italia centrale

### L'occupazione del Ducato di Parma
Subito dopo Novara D'Aspre era stato inviato a rioccupare Parma, all'inizio di aprile, come “Governatore supremo degli Stati di Parma”.
Il ducato era passato al monarca in carica, Carlo Ludovico di Borbone, solo il 17 dicembre 1847, alla morte di Maria Luisa, sorella di Ferdinando I, l'imperatore ancora in carica (verrà costretto ad abdicare solo il 2 dicembre 1848). Gli austriaci consideravano, dunque, il Ducato un po' come cosa propria.
Carlo Ludovico ebbe ad affrontare, già il 19 marzo 1848, una sommossa popolare, che lo spinse a rigettare l'alleanza difensiva con l'Austria, a promettere una costituzione e ad allinearsi a Leopoldo II di Toscana, Pio IX e Carlo Alberto. Poi cambiò d'avviso ed abdicò, in aprile, lasciando il governo nelle mani di un governo provvisorio che, il 16 giugno, votò l'unione con il Regno di Sardegna. Tutto era stato azzerato dopo l'armistizio di Salasco. Alla ripresa dei combattimenti, nel marzo 1849, Parma, come l'intera Lombardia, venne evacuata delle truppe austriache, su ordine del Radetzky, che preferì concentrale tutte presso di sé e portarle alla vittoria di Novara.
D'Aspre emise un "Decreto che dichiara validi gli atti notarili distesi con diverse intitolazioni dai notai di Parma e di Piacenza". Ma fece in tempo ad attuare una piccola epurazione, cacciando, ad esempio, Paolo Oppici, direttore della Gazzetta di Parma, che aveva perorato l'annessione del Ducato al Regno di Sardegna.

### Urgenza dell'invasione dell'Italia centrale
Da Parma Radetzky lo incaricò di reprimere la rivoluzione toscana e reinstaurare il granduca Leopoldo II.
Tale occupazione era necessario agli austriaci, non solo per ragioni dinastiche, ma pure per ribadire la propria influenza sulla Italia Centrale, in considerazione dello sbarco, il 24 aprile a Civitavecchia, di un piccolo corpo di spedizione francese, forte di 7 000 uomini, inviato da Luigi Buonaparte, non ancora Imperatore a reprimere la Repubblica Romana guidata da Giuseppe Mazzini.
Il 28 aprile il suo comandante, generale Oudinot, aveva marciato su Roma dove, il 30 aprile era stato respinto in una dura battaglia. Dopodiché era stata sottoscritta una tregua, ma Oudinot stava mettendo in piedi una forza di 30 000 uomini ed un possente parco d'assedio e, più presto che poi, ci avrebbe riprovato.
Era quindi urgente, per Radetzky, occupare quanta maggior parte possibile dello Stato Pontificio e ribadire la tradizionale appartenenza della Toscana alla sfera di influenza austriaca.

### L'invasione della Toscana
Questi nel marzo 1848 aveva inviato l'esercito alla guerra all'Austria (ove si portarono assai bene a Curtatone e Montanara, proprio contro d'Aspre). Tuttavia il successivo 27 ottobre Leopoldo era stato costretto ad affidare il governo al Montanelli, che inaugurò una politica volta alla unione con gli altri stati italiani ed alla ripresa congiunta della guerra all'Impero austriaco.
La crisi precipitò nel successivo gennaio 1849, quando Montanelli richiese a Leopoldo l'elezione di deputati toscani alla Assemblea Costituente della neoproclamata Repubblica Romana. Granduca si rifiutò di compiere un gesto tanto ostile a Pio IX: il 30 gennaio abbandonò Firenze e, il 21 febbraio si imbarcò per Gaeta, ove si mise sotto la protezione di Ferdinando II delle Due Sicilie. Nel frattempo a Firenze il 15 febbraio era già stata proclamata la repubblica della quale fu eletto dittatore, il 27 marzo, il Guerrazzi.
Ma la repubblica ebbe vita breve: venne rovesciata già il 12 aprile dai moderati del municipio di Firenze, i quali aveva subito richiamato il Granduca e trasferito i propri poteri ad un suo plenipotenziario, Serristori, tornato a Firenze il 4 maggio. Ma non era tutto, in quanto (i) la ultra-democratica Livorno continuò un governo ‘popolare’, sostanzialmente contrario ai nuovi reggenti fiorentini, (ii) il granduca aveva già chiesto il soccorso degli austriaci.
Dalché d'Aspre si presentò sotto l'Appennino con il suo 2º Corpo d'armata ed accompagnato dall'Arciduca Alberto, dal Walmoden e da Francesco V di Modena. Quest'ultimo recava truppe sue, per cui l'intera spedizione totalizzava 18 000 uomini, oltre a cento cannoni, genio ed un po' tutto il necessario ad una vera e propria campagna militare.
Il 5 maggio occupava Lucca, il 6 Pisa. Livorno chiuse le porte e venne bombardata il 10 maggio. L'indomani mattina, 11 maggio, riprese il bombardamento, venne aperta una breccia nelle mura, da dove il sovrabbondante esercito invasore sommerse la città. Incontrò ancora resistenza e la truppa prese a comportarsi come in una città presa d'assalto. D'Aspre poteva, infatti, considerare ogni precauzione superflua e consentì il saccheggio e la rappresaglia: gli assalitori irruppero in tutti gli edifici da cui proveniva resistenza, uccidendo e saccheggiando, sino alla sera. Fonti contemporanee contarono 317 fucilazioni ed 800 morti.
La crudeltà del comportamento di d'Aspre si evince bene, considerando la sproporzione fra la piccola città e l'enormità dell'esercito invasore, che poteva raggiungere il duomo già verso mezzogiorno. Egli si era macchiato di un vero crimine di guerra, ma poteva ben affermare (in un proclama del successivo 24 maggio da Empoli) che: “la fazione che opprimeva Livorno fu dalle mie armi distrutta”.
Dopodiché completò la missione il 25 maggio d'Aspre entrando in Firenze, pose la città come in stato d'assedio e sottopose alla giurisdizione dei tribunali militari austriaci anche il giudizio dei reati comuni.

### La parallela occupazione di Bologna ed Ancona
Parallelamente all'azione di d'Aspre il generale Wimpffen si presentò dinnanzi a Bologna. L'assalto contro la città, difesa da meno di 4 000 volontari, cominciò l'8 maggio. Wimpffen venne rinforzato dal Gorzkowski, giunto il 14 maggio da Mantova con truppa e cannoni d'assedio. Il 15 la città venne bombardata e si arrese, il 16 maggio.
Wimpffen proseguì allora per la munita piazzaforte di Ancona, raggiunta il 25 maggio. La città era una piazzaforte ben munita, guidata dal bravo Zambeccari, ma difesa da appena quattromila soldati. L'attacco da terra e da mare cominciò il 27. Il 6 giugno Wimpffen ricevette il parco d'assedio del Gorzkowski cinquemila Toscani inviati da Leopoldo II e condotti dal Liechtenstein. Dopo sue settimane di bombardamenti, il 17 giugno Zambeccari accettò la proposta di resa avanzata dal Wimpffen, firmata il 19 e, il 21 consegnò la cittadella ed i forti,

### La seconda fallita caccia a Garibaldi
Nel frattempo, a Roma, Oudinot ruppe la tregua il 1º giugno e, il 3 giugno attaccò la città solo per incontrare una resistenza assai più dura del previsto, nonostante i duri bombardamenti. Tanto da ottenere la resa della Repubblica solo il 2 luglio.
Lo stesso giorno Garibaldi radunò in Piazza San Pietro 4Settecento volontari ed uscì verso est, con il vago intento di sollevare le province ovvero raggiungere Venezia assediata.
Il suo immediato oppositore era, appunto, D'Aspre, che si trovava comandante delle truppe di occupazione in Toscana e dell'esercito toscano, in via di riorganizzazione. Egli aveva imparato a temere assai il guerrigliero e scriveva:
Egli dedicò alla caccia dei forse 2 000 superstiti della colonna le attenzioni di una armata che, al completo, contava almeno 25 000 fanti, 30 cannoni e 500 cavalli. Sinché non costrinse Garibaldi a trovare rifugio, il 31 luglio nella neutrale repubblica di San Marino.
Da segnalare che d'Aspre prese a far fucilare i prigionieri, come accadde, ad esempio, al capitano romagnolo Basilio Bellotti e ad altri cinque, il 29 luglio, a Ciceruacchio con il figlio Lorenzo, appena tredicenne (insieme ad altri sei) il 10 agosto, ad Ugo Bassi e Giovanni Livraghi l'8 agosto, a Bologna. Nel complesso è lecito affermare che il luogotenente-feldmaresciallo diede un contributo determinante alla composizione del più nobile martirologio del risorgimento.

## Esito
Nell'ottobre 1849 assunse il comando del 6º Corpo d'armata, di nuovo in Padova (o in Treviso). Qui morì, ancora in carica, il 24 maggio 1850. Gli succedette il Culoz sino al 1852, poi l'Arciduca Carlo Ferdinando (fratello dell'Arciduca Alberto), sino al 1853.
Dopo la morte, gli venne dedicato uno dei nuovi forti realizzati fra la prima e la seconda guerra di indipendenza attorno a Verona: ‘Forte d'Aspre', appunto, 400 metri a nord del borgo di Santa Lucia, nella prima cerchia esterna, realizzato nel periodo 1851-1859, del quale resta oggi unicamente il terrapieno, in pessimo stato di conservazione, mentre non rimangono tracce delle opere in muratura. Prima della demolizione era stato ribattezzato poi Forte Fenilone.